# 84
| [ Edytuj tabelę ] |                         |
| Cesarz Chin       | - 75 Han Zhangdi 88     |
| Władca Korei      | - 53 T’aejodae 146      |
| Król Nabatei      | - 70 Rabel II Soter 106 |
| Papież            | - 79 Anaklet 91         |
| Król Partów       | - 78 Pakorus II 105     |
| Cesarz Rzymu      | - 81 Domicjan 96        |

Rok 84 / LXXXIV
stulecia: I wiek p.n.e. ~
I wiek ~
II wiek

lata: 74 «
79 «
80 «
81 «
82 «
83 «
84
» 85
» 86
» 87
» 88
» 89
» 94

## Wydarzenia
- Europa
  - Calgacus zjednoczył plemiona Brytów do walki z Rzymianami, ale zginął, a jego dziesięciotysięczna armia została wybita pod Ardoch w Grampianach
  - wódz rzymski Gnejusz Juliusz Agrykola został odwołany z namiestnictwa Brytanii
  - cesarz Domicjan został wieczystym cenzorem